# Nu lämnar vi tillbaka
Nu lämnar vi tillbaka är en psalm med text av Holger Lissner som är översatt till svenska av Per Harling och musik av Erik Sommer. 

## Publicerad som
- Nr 905 i Psalmer i 2000-talet under rubriken "Kyrkliga handlingar".